# André Loyola Stein
André Loyola Stein (* 19. August 1994 in Vila Velha) ist ein brasilianischer Beachvolleyballspieler. 2017 wurde er mit Evandro Gonçalves Oliveira Júnior in Wien Weltmeister.

## Karriere
André Loyola wurde 2014 bei der U21-Weltmeisterschaft in Larnaka mit Vinicius Rezende Fünfter. 2015 spielten Loyola/Rezende ihre ersten Open-Turniere auf der FIVB World Tour in Luzern, Rio de Janeiro und Puerto Vallarta, wobei sie bei letzterem mit dem 17. Platz ihr bestes Ergebnis erzielten. 2016 bildete Loyola ein neues Duo mit Oscar Brandão. Nach einem neunten Rang beim heimischen Turnier in Maceió schwankten die Ergebnisse der beiden Brasilianer auf der World Tour 2016. Nach einem schwächeren Auftritt in Vitória wurden sie in Doha Fünfte, bevor sie in Xiamen wieder früh ausschieden. In Fortaleza feierten sie im Finale gegen die Deutschen Erdmann/Matysik ihren ersten Turniersieg auf der World Tour.
Danach wurde Loyola der neue Partner des Olympiasiegers und Weltmeisters Ricardo Santos, nachdem dessen Mitspieler Emanuel Rego seine Karriere beendet hatte. Bei den Grand Slams in Moskau und Olsztyn sowie den Major-Turnieren in Hamburg und Poreč kamen sie zunächst nicht über zweistellige Platzierungen hinaus. Als Neunte beim Klagenfurt Major erreichten sie erstmals die Top Ten. Nachdem Loyola in Long Beach mit Gustavo Carvalhaes den 17. Platz erreichte hat, gewann er mit Ricardo ein nationales Turnier in Campo Grande und erzielte weitere vordere Platzierungen in der Heimat.
2017 bildete Loyola ein Duo mit dem Olympiateilnehmer Evandro Gonçalves Oliveira Júnior und erreichte mit ihm auf der World Tour direkt das Finale des Fünf-Sterne-Turniers in Fort Lauderdale, das ihre Landesleute Álvaro/Saymon gewannen. Anschließend blieben Evandro/André Loyola erfolgreich. Nur in Moskau verpassten sie die Top Ten, während sie bei drei Turnieren Neunter wurden und in Gstaad (fünf Sterne) im Spiel um Bronze erneut Álvaro/Saymon unterlagen. Bei der Weltmeisterschaft in Wien kamen sie als bestes von drei punktgleichen Teams ihrer Gruppe in die KO-Phase; dort gelangten sie mit nur einem weiteren Satzverlust ins Endspiel und wurden mit einem Sieg gegen die Österreicher Doppler/Horst Weltmeister. Beim World Tour Final in Hamburg erreichten Evandro/André Loyola Platz zwei.
Von Juni 2018 bis März 2019 spielte André Loyola zusammen mit dem Olympiasieger Alison Cerutti. Seitdem ist George Souto Maior Wanderley sein Partner. André/George hatten 2019 zahlreiche Top-Ten-Platzierungen auf der FIVB World Tour und wurden Fünfte bei der WM in Hamburg. Zum Abschluss der World Tour 2021 siegten sie beim heimischen 4-Sterne-Turnier in Itapema. 2022 erreichten sie auf der neugeschaffenen World Beach Pro Tour die Plätze fünf, eins, fünf und drei. Bei der WM 2022 in Rom wurden sie Dritte. Im November gewannen sie das Elite16-Turnier in Uberlândia. Beim World Pro Tour Finale 2022 in Doha belegten sie den fünften Platz. Auf der World Beach Pro Tour 2023 hatten André/George fast ausschließlich Top-Ten-Ergebnisse, darunter ein Sieg beim Challenge-Turnier in Itapema. Nachdem sie im Oktober bei der Weltmeisterschaft in Tlaxcala bereits nach der Vorrunde ausschieden, gewannen sie anschließend in Santiago de Chile die Panamerikanischen Spiele und erreichten beim World Pro Tour Finale 2023 in Doha Platz drei.
In der folgenden Saison gewannen die beiden das Challenge von Saquarema und standen beim Elite16 im mexikanischen Tepic im Endspiel. Beim gleichwertigen Event in der Hauptstadt ihres Heimatlandes unterlagen sie in der Vorschlussrunde ihren Landsleuten Arthur und Evandro, konnten sich jedoch anschließend gegen Ehlers / Wickler die Bronzemedaille sichern. Die gleiche Platzierung gelang ihnen in Espinho nach der Niederlage gegen Åhman / Hellvig im Semifinale und dem Sieg gegen Immers / van de Velde. Ihren zweiten Finaleinzug des Jahres bei einem Elite16 erkämpften sie im Juli in Gstaad. Bei den  Olympischen Spielen in Paris wurden sie Gruppendritte, verloren jedoch in der ersten Hauptrunde die Revanche gegen die deutschen Silbermedaillengewinner und belegten so den geteilten neunten Rang.